# Chevalier elfe
Le Chevalier elfe, de l'anglais : The Elfin Knight, est une ballade folk écossaise traditionnelle dont il existe beaucoup de versions, toutes faisant référence à des faits surnaturels et à la mission d'exécuter des tâches impossibles.

## Résumé
Dans la version la plus ancienne de cette ballade (environ 1600-1650), un elfe menace de ravir une jeune femme pour devenir son amant, à moins qu'elle ne puisse exécuter une tâche a priori impossible; elle répond par une liste de tâches qu'il doit d'abord exécuter, évitant ainsi le viol. Cette intrigue se rattache à la ballade Riddles Wisely Expounded, qui signifie Devinettes Judicieusement Exposées, dans laquelle le Démon est prêt à s'emparer d'une femme à moins qu'elle ne puisse répondre à un certain nombre de devinettes.
Les dernières versions inversent la direction du désir, c'est l'elfe qui propose des tâches que la dame doit exécuter pour être acceptée comme son amante. 
Dans ce poème, la jeune femme, allongée sur un lit, souhaite pouvoir se marier avec le chevalier. Alors qu'elle prononce ces mots, le chevalier apparaît, et lui dit qu'il se mariera avec elle uniquement si elle réussit à exécuter de nombreuses tâches, toutes impossibles.
Elle répond rapidement par sa propre liste de tâches impossibles et gagne ainsi son mari surnaturel.